# Svođe
Svođe (Servisch: Свође) is een plaats in de Servische gemeente Vlasotince. De plaats telt 433 inwoners (2002).